# Зденка Гонсова
Зденка Гонсова (чеськ. Zdeňka Honsová; 3 липня 1927, Їглава — 16 травня 1994) — чехословацька гімнастка, олімпійська чемпіонка.

## Біографічні дані
Зденка Гонсова була лідером збірної Чехословаччини зі спортивної гімнастики на Олімпіаді 1948 і зайняла 1-е місце в командному заліку, індивідуальному заліку, вправах на кільцях (єдиний раз, коли жінки змагалися на цьому снаряді на Олімпійських іграх) і колоді. Також вона зайняла десяте місце в опорному стрибку. Але через те, що до Олімпійських ігор 1952 жінки-гімнастки не отримували на Олімпіадах медалі в індивідуальному заліку, Зденка Гонсова отримала лише одну золоту медаль в команді.